# Олейник, Михаил Иванович
Михаил Иванович Олейник (1908—2000) — майор Советской Армии, участник Великой Отечественной войны, Герой Советского Союза (1943).

## Биография
Михаил Олейник родился 29 сентября 1908 года в селе Заруцкое (ныне — Глуховский район Сумской области Украины). После окончания семи классов школы работал трактористом. В 1930—1933 годах Олейник проходил службу в Рабоче-крестьянской Красной Армии. В августе 1942 года Олейник повторно был призван в армию. С сентября того же года — на фронтах Великой Отечественной войны.
К февралю 1943 года гвардии старшина Михаил Олейник был старшиной 339-го гвардейского миномётного дивизиона 100-го гвардейского миномётного полка 3-й гвардейской армии Юго-Западного фронта. Отличился во время битвы за Днепр. 10-24 февраля 1943 года Олейник в составе своего дивизиона принимал участие в рейде по немецким тылам в районе Дебальцево. В критический момент боя он прикрывал отход дивизиона огнём своего пулемёта и принял активное участие в организации прорыва из окружения. 
Указом Президиума Верховного Совета СССР от 21 апреля 1943 года за «образцовое выполнение боевых заданий командования и проявленные при этом мужество и героизм» гвардии старшина Михаил Олейник был удостоен высокого звания Героя Советского Союза с вручением ордена Ленина и медали «Золотая Звезда» за номером 942. 
После окончания войны Олейник продолжил службу в Советской Армии. В 1954 году в звании майора он был уволен в запас. Проживал в Киеве. 
Умер 15 октября 2000 года, похоронен на Берковецком кладбище Киева.
Был также награждён орденом Красного Знамени, двумя орденами Отечественной войны 1-й степени, двумя орденами Отечественной войны 2-й степени, двумя орденами Красной Звезды, рядом медалей.